# Municipio de Sugar Creek (condado de Cedar)
El municipio de Sugar Creek (en inglés: Sugar Creek Township) es un municipio ubicado en el condado de Cedar en el estado estadounidense de Iowa. En el año 2010 tenía una población de 443 habitantes y una densidad poblacional de 7,07 personas por km².

## Geografía
El municipio de Sugar Creek se encuentra ubicado en las coordenadas 41°38′26″N 91°3′16″O / 41.64056, -91.05444. Según la Oficina del Censo de los Estados Unidos, el municipio tiene una superficie total de 62.66 km², de la cual 62,66 km² corresponden a tierra firme y (0 %) 0 km² es agua.

## Demografía
Según el censo de 2010, había 443 personas residiendo en el municipio de Sugar Creek. La densidad de población era de 7,07 hab./km². De los 443 habitantes, el municipio de Sugar Creek estaba compuesto por el 96,16 % blancos, el 0,45 % eran afroamericanos, el 0,23 % eran amerindios, el 1,58 % eran asiáticos, el 0,23 % eran de otras razas y el 1,35 % eran de una mezcla de razas. Del total de la población el 1,58 % eran hispanos o latinos de cualquier raza.